# Opération Harpoon (2002)
Pour les articles homonymes, voir Opération Harpoon.
L'opération Harpoon était une opération militaire canado-américaine qui se déroula en mars 2002 dans la province de Paktiyâ en Afghanistan. L'opération Harpoon se déroula sensiblement au même endroit que l'opération Anaconda. Il s'agit de la première mission de combat majeure du Canada en la moitié d'un siècle.

## Annexe
- Guerre d'Afghanistan (2001-2014)
- Rôle du Canada en Afghanistan
- Forces canadiennes
- Forces armées des États-Unis